# Antonio Matarrese
Pour les articles homonymes, voir Matarrese.
Antonio Matarrese (né le 4 juillet 1940 à Andria, dans la province de Barletta-Andria-Trani dans la région des Pouilles) est un dirigeant sportif et homme politique italien.

## Biographie

### Carrière politique
Antonio Matarrese occupe la fonction de député représentant la Démocratie chrétienne (Italie) de 1976 à 1994 soit une durée de cinq mandats. Depuis 2003 il est secrétaire régional de l'Union des démocrates chrétiens et du centre à Bari. Il est également candidat aux élections européennes de 2004. 

### Carrière sportive
Antonio Matarrese est président du club de football de l'AS Bari de 1977 à 1983 puis président de la Lega Nazionale Professionisti (l'équivalent de la LFP) de mars 1982 à octobre 1987. Il occupe de nouveau ce poste depuis le 8 août 2006. Il est également vice-président de cette institution de 2002 à 2006. 
Il est également président de la fédération d'Italie de football de 1987 à 1996 nommant Arrigo Sacchi sélectionneur de l'équipe d'Italie de football en 1991.
Il esr membre du comité d'organisation de la Coupe du monde de football de 1990 qui a lieu en Italie et est président du comité d'organisation des Jeux méditerranéens 1997 qui ont pour ville hôte Bari. 
Il est le vice-présidents de la FIFA de 1994 à 2002. Il entre à l'UEFA en 1988 et en est vice-président de 1992 à 2002. 